# Mauren (Harburg)

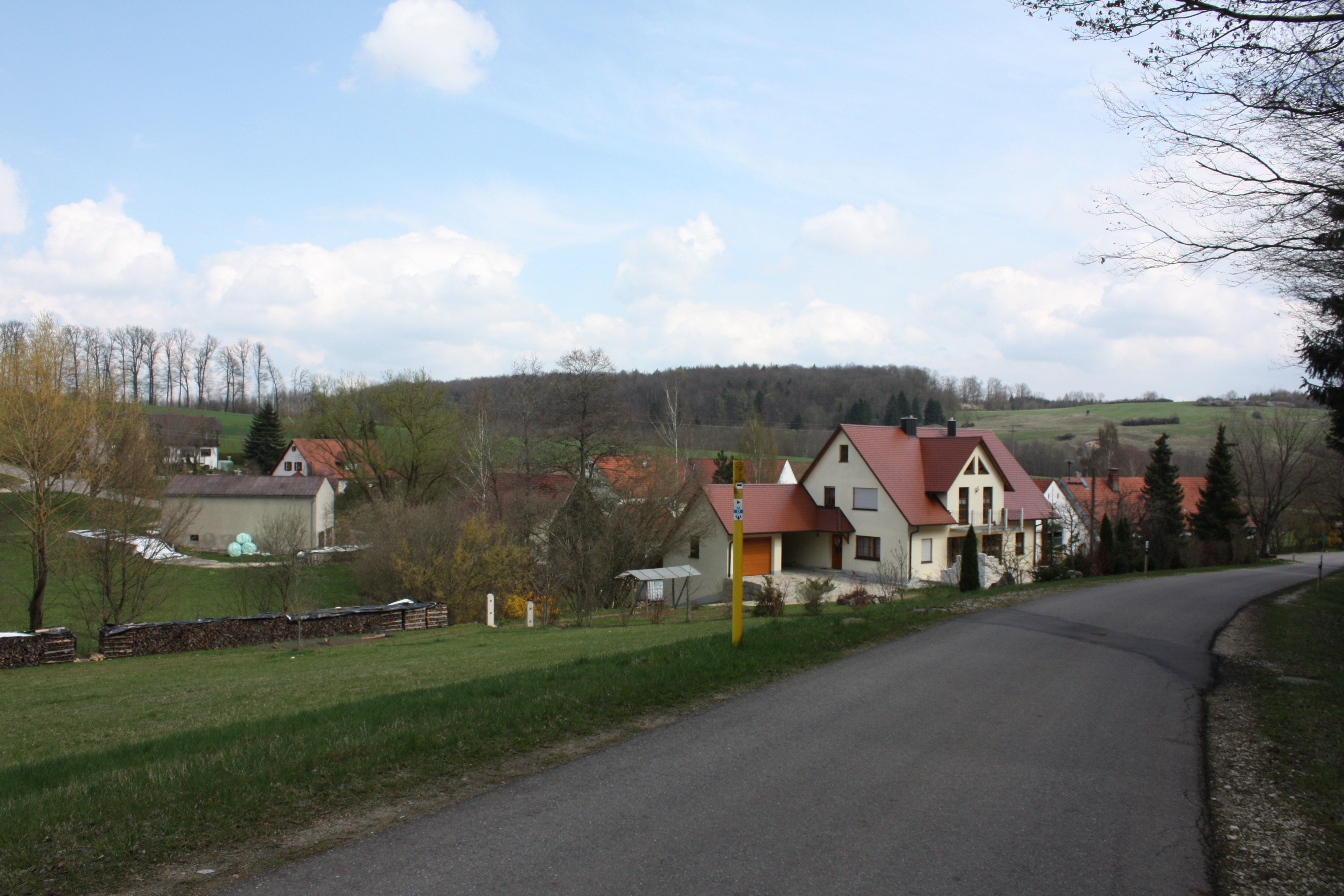
Obere Reismühle

Mauren (Rieser-schwäbisch „Maure“) ist ein Gemeindeteil der Stadt Harburg im Landkreis Donau-Ries (Regierungsbezirk Schwaben, Bayern). und eine Gemarkung.
Das Pfarrdorf Mauren liegt südwestlich von Harburg auf den Jurahöhen der Schwäbischen Alb am Kraterrand des Rieses.
Die Gemarkung liegt im Südwesten des Stadtgebiets von Harburg. Auf ihr liegt neben den beiden Weilern Obere Reismühle und Spielberg die amtlich nicht benannte Waldschänke Eisbrunn.
Die damalige Gemeinde Mauren im Landkreis Donauwörth wurde im Zuge der Gebietsreform in Bayern am 1. Juli 1972 dem Landkreis Nördlingen-Donauwörth, der seit dem 1. Mai 1973 Landkreis Donau-Ries heißt, zugeschlagen. Sie bestand aus den Gemeindeteilen Mauren, Reismühle (obere) und Spielberg, 1961 hatte sie eine Fläche von 1278,65 Hektar. Am 1. Mai 1978 erfolgte die Eingemeindung in die Stadt Harburg.
Die evangelische Pfarrei Sankt Walburga in Mauren gehört zum Dekanat Donauwörth im Kirchenkreis Augsburg. Zur Pfarrei gehören noch die Obere Reismühle und Spielberg.

Die Katholiken von Mauren gehören seit 2004 zur Pfarrei Heiligstes Herz Jesu in Harburg.

## Baudenkmäler
Gelistete Baudenkmäler sind die evangelisch-lutherische Pfarrkirche St. Walburga aus der ersten Hälfte ders 17. Jahrhunderts und ein Kleinhaus um 1865/80.